# Swistsprung
Der Swistsprung ist eine ca. 28 km lange geologische Störung im Osten der Niederrheinischen Bucht. Er erstreckt sich nachweislich von Erftstadt im Nordwesten Richtung Südosten bis nach Meckenheim und bildet damit die Grenze zwischen der Kölner-Scholle im Nordosten und der absinkenden Erft-Scholle im Südwesten. Es wird vermutet, dass sich der Swistsprung im Südosten weiter bis zur Ahr fortsetzt. Im Nordwesten wird er vom Verwerfungssystem des Erftsprungs abgelöst.

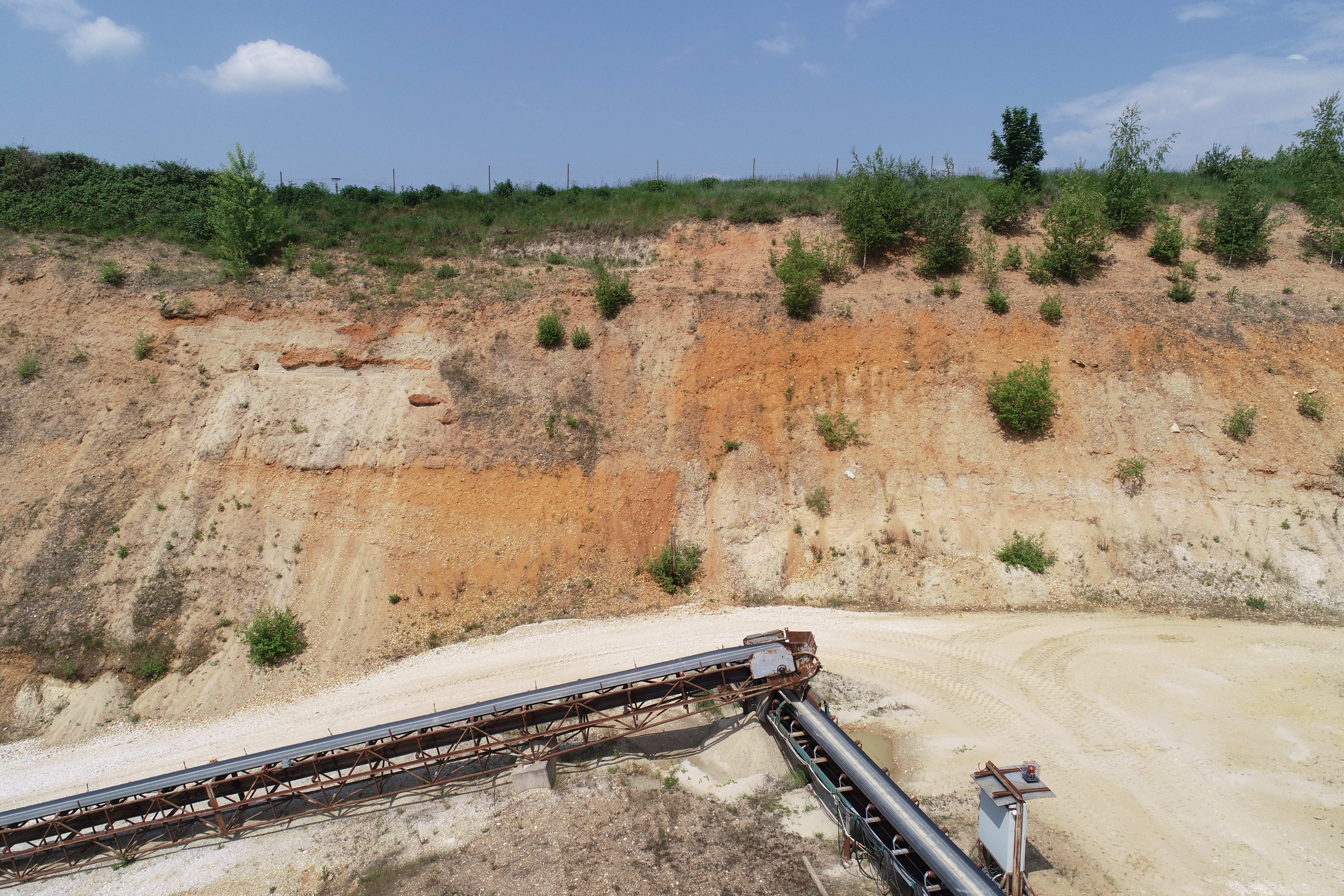
Swistsprung in der Kiesgrube Flerzheim

## Geologischer Aufbau
Die Basis der Niederrheinischen Bucht wird aus paläozoischen Schichten aufgebaut, die hauptsächlich dem Devon und Karbon und teilweise noch dem Perm angehören. Unter anderem auf der Erft-Scholle sind zudem noch Triassische Schichten vorhanden.
Die tertiären Füllschichten sind in verschiedenen Fazies erhalten. Dabei handelt es sich um rein marine Ablagerungen im Norden und Nord-Westen. Im Zentrum der Niederrheinischen Bucht gehen diese in lagunäre Ablagerungen über und werden im Süden von sumpfig-terrestrischen bis limnisch-fluviatilen Ablagerungen abgelöst. Ökonomisch von Bedeutung sind neben Kies und Sand vor allem die Braunkohlevorkommen.
Die Sedimente des Quartärs sind gekennzeichnet durch fluviatile und äolisch-glaziale Ablagerungen. Durch die Entwicklung von Rhein und Maas kam es zur Sedimentation mächtiger Kiesschichten, die heute entlang des Swistsprungs zu erkennen sind.

## Tektonische Bewegung
Die Niederrheinische Bucht ist Teil des känozoischen Westeuropäischen Riftsystems, welches sich von der Ostküste Spaniens durch Frankreich und Deutschland bis in die Nordsee der Niederlande erstreckt. Die noch heute andauernde tektonische Aktivität entsteht durch die Subsidenz des Riftsystems, welche unter anderem durch den Aufstieg von Mantle Plumes in die Lithosphäre und die daraus resultierende Erdkrustenaufwölbung von Zentral- und Westeuropa verursacht wird. Außerdem gehen von der divergenten Plattengrenze am Mittelatlantischen Rücken sowie von der konvergenten Plattengrenze der afrikanischen und eurasischen Platte Deformationsimpulse aus, die bis in die Niederrheinische Bucht reichen und zu Spannungen und Spannungsentladungen führen.
Die ersten Verwerfungen in diesem Gebiet sind auf die frühtertiäre Riftbewegung zurückzuführen, noch vor der eigentlichen Bildung der Bucht. Diese Zweiteilung des Beckens in nordöstliche und südwestliche Schollen hatte auch während tektonisch hoch aktiver Phasen Bestand. Dadurch manifestierte sich die Separation in einem lang gezogenen Verwerfungssystem, das im südlichen Bereich aus Swist- und Erftsprung besteht und im Hauptflöz eine Verwerfung von bis zu 400 m aufweist. Im Mittel beträgt die Verwurfshöhe des Swistsprungs ca. 20 m. Im Rahmen geowissenschaftlicher Arbeiten des Steinmann-Instituts der Universität Bonn wird der Swistsprung als topographische Hürde bei der Errichtung der Eifelwasserleitung der Römer im 1. Jahrhundert n. Chr. untersucht. Zur Querung der Störung war der Bau eines 1,4 km langen Aquädukts notwendig. Mittels geoarchäologischer Befunde wird versucht die Störungsaktivität des Swistsprungs in den letzten 1800 Jahren zu quantifizieren. Im Ergebnis konnte festgestellt werden, dass es zur Zeit der Nutzung der Wasserleitung zu Erdbeben in der südlichen Niederrheinischen Bucht gekommen sein muss. Bewegungen entlang des Swistsprunges konnten aufgrund der geoarchäologischen Befundlage nicht nachgewiesen, aber auch nicht ausgeschlossen werden. Allerdings deuten Schäden an modernen Gebäuden auf differentielle Bewegungen des Untergrundes hin.
Vermessungen der Geländeoberfläche haben diese tektonischen Bewegungen entlang des Swistsprungs bestätigt. Südlich von Metternich im Bereich Dünstekoven und Buschhoven sind die größten Bewegungen nachzuweisen.
Das Swisttal gehört zur Erdbebenzone 2 sowie zur Untergrundklasse T. Die Erdbebenzone 2 umfasst dabei Gebiete, denen gemäß dem zugrunde gelegten Gefährdungsniveau ein Intensitätsintervall von 7.0 bis < 7,5 zugeordnet ist. Der zugehörige Bemessungswert der Bodenbeschleunigungbeträgt in dieser Erdbebenzone 0,6 m/s².
Zudem kommt es aktuell durch den Braunkohleabbau zu veränderten Spannungsverhältnissen in der Region und somit beispielsweise bei Buschhoven zu einer Setzungsrate von 3 mm pro Jahr.